# Масльонкін Анатолій Євстигнійович
Анатолій Євстигнійович Масльонкін (рос. Анатолий Евстигнеевич Маслёнкин, нар. 29 червня 1930, Москва — пом. 16 травня 1988, Москва) — радянський футболіст, захисник, півзахисник.
Насамперед відомий виступами за клуб «Спартак» (Москва), а також національну збірну СРСР.
Триразовий чемпіон СРСР. У складі збірної — олімпійський чемпіон, чемпіон Європи.

## Клубна кар'єра
У дорослому футболі дебютував 1954 року виступами за команду клубу «Спартак» (Москва), в якій провів десять сезонів, взявши участь у 216 матчах чемпіонату. Більшість часу, проведеного у складі московського «Спартака», був основним гравцем команди. За цей час тричі виборював титул чемпіона СРСР.
Завершив професійну ігрову кар'єру у клубі «Шинник», за команду якого виступав протягом 1964—1966 років.
Помер 16 травня 1988 року на 58-му році життя у місті Москва.

## Виступи за збірну
1955 року дебютував в офіційних матчах у складі національної збірної СРСР. Протягом кар'єри у національній команді, яка тривала 8 років, провів у формі головної команди країни 33 матчі, забивши 1 гол.
У складі збірної був учасником двох чемпіонатів світу — 1958 року у Швеції та 1962 року в Чилі. На чемпіонаті Європи 1960 року у Франції здобув з радянською командою титул континентального чемпіона.
Учасник футбольного турніру на Олімпійських іграх 1956 року у Мельбурні, де збірна СРСР здобула олімпійське «золото».
Один з лише трьох радянських футболістів, що стали переможцями Олімпіади-1956 та чемпіонату Європи-1960 (разом з Львом Яшиним та Ігорем Нетто).

## Титули і досягнення
- Чемпіон СРСР (4):

«Спартак» (Москва): 1956, 1958, 1962
- Олімпійський чемпіон: 1956
- Чемпіон Європи (1): 1960